# Quthbullapur
Quthbullapur é uma cidade de Tenlagan na Índia. No censo de 2001, Quthbullapur tinha uma população de 225.816 pessoas